# Batalla de Ticonderoga
La Batalla de Ticonderoga tuvo lugar el 27 de julio de 1759. Forma parte del conjunto de batallas de la guerra franco-india.

## Precedentes
En 1758, un gran ejército británico de más de 16.000 hombres atacó el Fuerte Carillon (que pronto pasó a llamarse Fort Ticonderoga). Pese a la abrumadora superioridad numérica los ingleses fueron derrotados en la batalla de Fort Carillon por una coalición franco-indígena. Sin embargo, durante ese mismo invierno, la mayoría de los franceses fueron trasladados a Quebec, Montreal y otros fuertes al oeste para defenderlos de los ataques ingleses.

## La batalla
Sir Jeffrey Amherst, decidido a no volver a cometer los errores del año pasado, se trasladó al norte del Lake George para cortar las líneas de suministro francesas. Los franceses perdieron las comunicaciones y el 22 de julio Amherst alcanzó el fuerte y comenzó el asedio. Los franceses pronto abandonaron la resistencia y se rindieron a los ingleses.
Durante la batalla, el teniente Roger Townshend, comandante de Fort Edward, falleció debido a una bala de cañón. Su muerte afectó mucho a Amherst, quien lo consideraba un buen amigo.

## Consecuencias
Tras la caída de Fort Ticonderoga, los franceses destruyeron Fort Saint Frédéric. El tiempo que perdió Armhest conquistando los dos fuertes impidió que este se pudiese unir al general James Wolfe en el asedio de Quebec.